# Élections législatives de 1852 dans la 5e circonscription du Nord
Les élections législatives françaises de 1852 dans la 5e circonscription du Nord se déroulent le 29 février 1852.

## Circonscription
La 5e circonscription du Nord était composée en 1857 des cantons de Bergues, Bourbourg, Dunkerque-Est, Dunkerque-Ouest, Gravelines, Hondschoote et Wormhout.

## Contexte
Sous l’impulsion du duc de Morny puis de Persigny qui lui succède au Ministère de l’Intérieur, ordre est donné aux préfets de favoriser les candidats officiels du régime ce qui impliqua qu’une cinquantaine de circonscriptions n’eurent qu’un candidat unique. A Dunkerque, Alfred de Clebsattel conseiller général du canton de Dunkerque-Est est le candidat officiel du gouvernement et le seul à se présenter dans cette circonscription.

## Résultats[1]
- Députés sortants : Édouard Roger du Nord (Droite) Louis de Hau de Staplande (Droite monarchiste)

| Candidat       | Candidat             | Parti               | Premier tour | Premier tour | Second tour | Second tour |
| Candidat       | Candidat             | Parti               | Voix         | %            | Voix        | %           |
| -------------- | -------------------- | ------------------- | ------------ | ------------ | ----------- | ----------- |
|                | Alfred de Clebsattel | Majorité dynastique | 16 312       | 65,06        |             |             |
| Inscrits       | Inscrits             | Inscrits            | 25 071       | 100,00       |             |             |
| Abstentions    | Abstentions          | Abstentions         | 8 759        | 34,93        |             |             |
| Votants        | Votants              | Votants             | 16 511       | 65,85        |             |             |
| Blancs et nuls | Blancs et nuls       | Blancs et nuls      | 199          | 1,20         |             |             |
| Exprimés       | Exprimés             | Exprimés            | 16 312       | 98,79        |             |             |
|                |                      |                     |              |              |             |             |